# Albert Filozov
Albert Leonidovitch Filozov (en russe : Альбepт Лeoнидoвич Филозов), né à Sverdlovsk (Union soviétique) le 25 juin 1937 et mort à Moscou (Russie) le 11 avril 2016, est un acteur soviétique et russe, honoré du titre d'artiste du peuple de la fédération de Russie.

## Biographie

### Formation
- École-studio du Théâtre d'Art académique de Moscou (1955-1959)

## Filmographie partielle

### Au cinéma
- 1968 : Syny otechestva : Otto von Talvig
- 1970 : Yabloki sorok pervogo goda
- 1972 : Vid na zhitelstvo
- 1974 : Mshvidobiani dgeebi : Kovaliov
- 1975 : Propal i nashelsya
- 1976 : Strakh vysoty
- 1977 : Smeshnye lyudi
- 1977 : Otkloneniye - nol : Vinogradov
- 1977 : I eto vsyo o nyom : Petukhov
- 1979 : Vzlyot : Panin
- 1980 : La Chasse sauvage du roi Stakh réalisé par Valeri Roubintchik : Ignati Berman-Gatsevitch, gérant du domaine des Ianovski
- 1981 : Brelok s sekretom
- 1981 : Vam i ne snilos... : Kostya, Roman's father
- 1981 : Idealnyy muzh : Tommy Trafford
- 1981 : Chyornaya kuritsa, ili Podzemnye zhiteli
- 1981 : Téhéran 43 (Tegeran-43) d'Alexandre Alov et Vladimir Naoumov : Scherner
- 1981 : Lénine à Paris (Lenin v Parizhe) : Anarchist
- 1981 : Ledyanaya vnuchka : Fürst
- 1983 : Vassa de Gleb Panfilov : Melnikov
- 1986 : Okhota na drakona
- 1986 : Poslednyaya doroga : Uvarov
- 1986 : Zolotaya baba
- 1987 : Kapitan 'Piligrima' : Professeur
- 1987 : L'Homme du boulevard des Capucines (Chelovek s bulvara Kaputsinov) : Mr. Second
- 1988 : Greshnik
- 1988 : Dama s popugaem : Aristarkh
- 1988 : Novye priklyucheniya yanki pri dvore korolya Artura : King Arthur / Merlin
- 1989 : Operatsia 'Vunderlandi'
- 1990 : Doping dlya angelov
- 1990 : Provintsialnyy anekdot
- 1990 : Tragédie dans le style rock (Tragediya v stile rok) : l'ami de Dmitriy Ivanovich
- 1990 : La batalla de los Tres Reyes
- 1991 : Firma priklyucheniy
- 1991 : Nochnye zabavy : Silin
- 1991 : Syshchik Peterburgskoy politsii
- 1991 : Odisseya Kapitana Blada
- 1991 : Zateryannyy v Sibiri : le père de Lilka
- 1992 : Melodrama s pokusheniem na ubiystvo
- 1992 : Ariel
- 1992 : Gradus chyornoy Luny
- 1993 : Zavtrak s vidom na Elbrus
- 1993 : Piekna nieznajoma : The British Father
- 1994 : Koroli rossiykogo syska: Ubiystvo Buturlina
- 1994 : Ne idet...
- 1996 : Karera Arturo Ui
- 1997 : Vsyo to, o chyom my tak dolgo mechtali
- 1998 : Qui, sinon nous (Кто, если не мы, Kto, esli ne my) de Valery Priomykhov : Anatoli Ignatitch, enseignant référent
- 2000 : Poslushay, ne idyot li dozhd
- 2001 : Sverchok za ochagom : le père de Berta
- 2001 : V avguste 44-go : Driver of vegetable lorry
- 2002 : Novogodnie priklyucheniya
- 2005 : Apokrif: Muzyka dlya Petra i Pavla
- 2006 : Glazami volka
- 2007 : Treasure Raiders : Curator
- 2007 : Dyuymovochka : Maestro
- 2008 : Rusichi : White Wizard
- 2008 : Khranit vechno : Uncle Averin
- 2009 : Kromov
- 2010 : Legenda ostrova Dvid
- 2010 : Moskva, ya lyublyu tebya!
- 2012 : Voin.com
- 2012 : Dom s bashenkoy
- 2014 : Yolki 1914 : Test

### À la télévision
- 1983 : Mary Poppins, au revoir (Мэри Поппинс, до свидания) de Leonid Kvinikhidze : George Banks
- 2003 : Pauvre Nastia (Bednaïa Nastia) de Piotr Steïn : baron Korf (série TV)

## Récompenses et distinctions
- Artiste du peuple de la fédération de Russie
- Ordre de l'Amitié